# Saint-Prix-lès-Arnay
Saint-Prix-lès-Arnay is een gemeente in het Franse departement Côte-d'Or (regio Bourgogne-Franche-Comté) en telt 253 inwoners (2005). De plaats maakt deel uit van het arrondissement Beaune.

## Geografie
De oppervlakte van Saint-Prix-lès-Arnay bedraagt 11,2 km², de bevolkingsdichtheid is 22,6 inwoners per km².
De onderstaande kaart toont de ligging van Saint-Prix-lès-Arnay met de belangrijkste infrastructuur en aangrenzende gemeenten.

## Demografie
Onderstaande figuur toont het verloop van het inwonertal (bron: INSEE-tellingen).